# 富爾根峰
46°25′21.3″N 7°13′48.4″E / 46.422583°N 7.230111°E
富爾根峰（德語：Furggenspitz）是瑞士伯恩州的山峰，位於該國南部，屬於伯尔尼山的一部分，海拔高度2,297米，每年平均降雨量1,395毫米。

## 外部連結

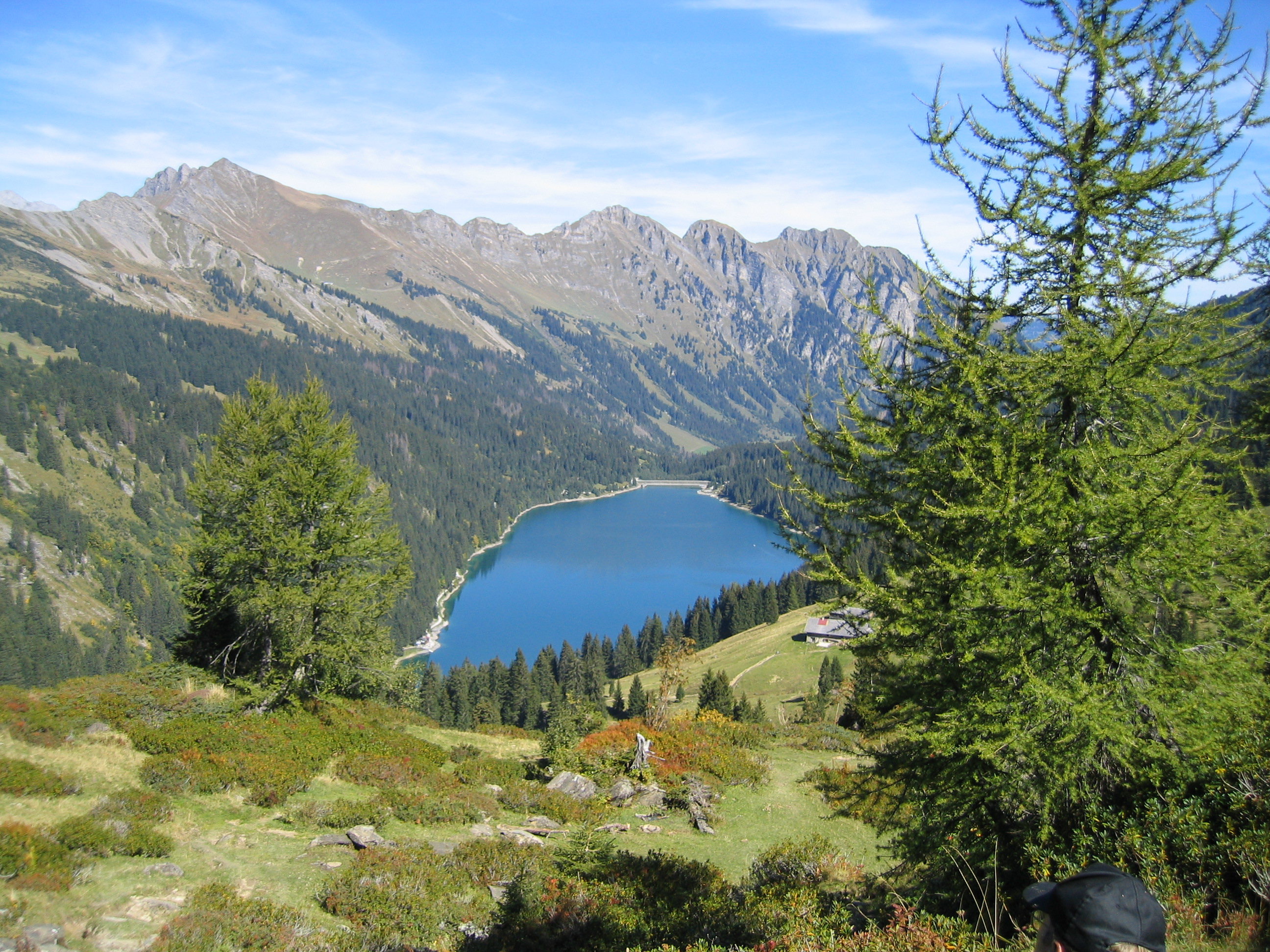

- Furggenspitz on Hikr （页面存档备份，存于）